# 微分同相写像
数学において、微分同相写像（びぶんどうそうしゃぞう、英: diffeomorphism）は滑らかな多様体の同型写像である。それは1つの可微分多様体を別の可微分多様体に写す可逆関数であって、関数と逆関数が両方滑らかであるようなものである。

正方形から自身の上への微分同相写像の下での、正方形上の長方形格子の像。

## 定義
2 つの多様体 M と N が与えられたとき、可微分写像 f: M → N は全単射かつ逆写像 f−1: N →  M も可微分なとき微分同相（写像） (diffeomorphism) と呼ばれる。この関数が r 回連続微分可能であれば、f は Cr（級）微分同相（写像） (Cr-diffeomorphism) と呼ばれる。
2 つの多様体 M と N が微分同相 (diffeomorphic) である（記号では通常 ≃）とは、M から N への微分同相写像 f が存在するということである。それらが Cr 微分同相 (Cr diffeomorphic) であるとは、それらの間の r 回連続微分可能な全単射が存在して逆写像もまた r 回連続微分可能であるということである。

## 多様体の部分集合の微分同相写像
多様体 M の部分集合 X と多様体 N の部分集合 Y が与えられると、関数 f: X → Y は次のとき滑らか (smooth) であると言われる。すべての p ∈ X に対して p のある近傍 U ⊂ M と滑らかな関数 g: U → N が存在して制限が一致する {\displaystyle g_{|U\cap X}=f_{|U\cap X}} （g は f の拡張であることに注意）。全単射、滑らか、かつ逆関数も滑らかなとき、f は微分同相写像 (diffeomorphism) であると言う。

## 局所的な記述
モデル例。 U, V が Rn の連結開部分集合であって V は単連結なとき、可微分写像 f : U → V が微分同相写像 (diffeomorphism) であるとは、それが固有写像であり微分 Dfx : Rn → Rn が各点 x ∈ U において全単射であるということである。
Remark 1. 関数 f が（その微分が各点で全単射という条件だけのもとでは）大域的に可逆であるためには V が単連結であることは本質的である。例えば、複素平方関数の「実化」
{\displaystyle {\begin{cases}f:\mathbf {R} ^{2}\setminus \{(0,0)\}\to \mathbf {R} ^{2}\setminus \{(0,0)\}\\(x,y)\mapsto (x^{2}-y^{2},2xy)\end{cases}}}
を考えよう。すると f は全射であり
{\displaystyle \det Df_{x}=4(x^{2}+y^{2})\neq 0}
を満たすので Dfx は各点で全単射だが f は可逆でない、なぜなら単射でないからだ、例えば f(1,0) = (1,0) = f(−1,0)。
Remark 2. （微分可能関数に対して）各点での微分
{\displaystyle Df_{x}:T_{x}U\to T_{f(x)}V}
は線型写像であるから well defined な逆関数を持つことと Dfx が全単射であることは同値である。Dfx の行列表現は i-行目と j-列目の成分が {\displaystyle \partial f_{i}/\partial x_{j}} であるような一階偏微分の n × n 行列である。しばしばこのいわゆるヤコビ行列を明示的な計算に対して使う。
Remark 3. 微分同相写像は同じ次元の多様体間でなければならない。仮に f が n 次元から k 次元に行っていると想像しよう。n < k であれば Dfx は全射にはなり得ず n > k であれば Dfx は単射にはなり得ない。なのでどちらの場合にも Dfx は全単射にならない。
Remark 4. Dfx が x において全単射であれば f は局所微分同相写像 (local diffeomorphism) であるという（なぜならば連続性によって x に十分近いすべての y に対して Dfy もまた全単射になるからである）。
Remark 5. 次元 n から次元 k への滑らかな写像が与えられると、Df (resp. Dfx) が全射であれば、f は沈めこみ (submersion) (resp. 局所沈めこみ (local submersion)) と言い、Df (resp. Dfx) が単射であれば f ははめ込み (immersion) (resp. 局所はめ込み (local immersion)) と言う。
Remark 6. 可微分全単射は微分同相とは限らない、例えば f(x) = x3 は R から自身への微分同相ではない、なぜならば微分が 0 において消える（したがって逆関数が 0 において微分可能でない）からである。これは微分同相でない同相写像の例である。
Remark 7. （f が可微分多様体の間の写像であるとき）f が微分同相写像であることは f が同相写像であることよりも強い条件である。微分同相写像に対して f とその逆関数が可微分である必要がある。同相写像に対しては f とその逆関数が連続であることを要求するだけである。したがってすべての微分同相写像は同相写像であるが、逆は間違いである： すべての同相写像が微分同相写像であるわけではない。
さて f : M → N は座標チャートにおいて上の定義を満たすとき微分同相写像 (diffeomorphism) と呼ばれる。より正確には、協調的な座標チャートによって M の任意の被覆を選び、N についても同じことをする。φ と ψ をそれぞれ M と N 上のチャートとし、U を φ の像とし V を ψ の像とする。このとき条件は写像 ψfφ−1 : U → V が（意味を持つときにはいつでも）上の定義の意味で微分同相写像であるというものである。2つの与えられたアトラスのチャート φ, ψ のすべての対に対してそれを確認しなければならないが、一度確認されてしまえば、任意の他の協調的なチャートに対しても正しくなる。再び次元は一致しなければならないことがわかる。

## 例
任意の多様体は局所的にパラメトライズできるから、R2 から R2 へのいくつかの明示的な写像を考えることができる。
- {\displaystyle f(x,y)=(x^{2}+y^{3},x^{2}-y^{3})}

とする。ヤコビ行列を計算できる：
{\displaystyle J_{f}={\begin{pmatrix}2x&3y^{2}\\2x&-3y^{2}\end{pmatrix}}.}
ヤコビ行列の行列式が 0 であることと xy = 0 は同値である。f は x-軸と y-軸から離れて微分同相写像であることがわかる。
- {\displaystyle g(x,y)=\left(a_{0}+a_{1,0}x+a_{0,1}y+\cdots ,\ b_{0}+b_{1,0}x+b_{0,1}y+\cdots \right)}

とする、ただし {\displaystyle a_{i,j}} と {\displaystyle b_{i,j}} は任意の実数で、省かれた項は x と y において少なくとも次数 2 である。0 におけるヤコビ行列を計算できる：
{\displaystyle J_{g}(0,0)={\begin{pmatrix}a_{1,0}&a_{0,1}\\b_{1,0}&b_{0,1}\end{pmatrix}}.}
g が 0 において局所微分同相写像であることと
{\displaystyle a_{1,0}b_{0,1}-a_{0,1}b_{1,0}\neq 0,}
すなわち g の成分の線型項は多項式として線型独立であることが同値であることがわかる。
- {\displaystyle h(x,y)=\left(\sin(x^{2}+y^{2}),\cos(x^{2}+y^{2})\right)}

とする。ヤコビ行列を計算できる：
{\displaystyle J_{h}={\begin{pmatrix}2x\cos(x^{2}+y^{2})&2y\cos(x^{2}+y^{2})\\-2x\sin(x^{2}+y^{2})&-2y\sin(x^{2}+y^{2})\end{pmatrix}}.}
ヤコビ行列はすべての点で行列式 0 である！実は h の像は単位円であることがわかる。

## 微分同相写像の群
M を第二可算かつハウスドルフな可微分多様体とする。M の微分同相写像群 (diffeomorphism group) は M から自身へのすべての Cr 微分同相写像の群であり、Diffr(M) あるいは r がわかっているときには Diff(M) と表記される。これは（M が 0 次元でなければ）局所コンパクトでないという意味で「大きい」群である。

### 位相
微分同相写像群は2つの自然な位相、弱位相と強位相を持つ (Hirsch 1997)。多様体がコンパクトなとき、これらの2つの位相は一致する。弱位相は必ず距離化可能である。多様体がコンパクトでないとき、強位相は「無限遠における」関数の振る舞いを捉え、距離化可能でない。しかしなおベール空間ではある。
M 上のリーマン計量を固定して、弱位相は K が M のコンパクト部分集合を動くときの計量
{\displaystyle d_{K}(f,g)=\sup \nolimits _{x\in K}d(f(x),g(x))+\sum \nolimits _{1\leq p\leq r}\sup \nolimits _{x\in K}\left\|D^{p}f(x)-D^{p}g(x)\right\|}
の族によって誘導される位相である。実際、M は σコンパクトであるから、和集合が M であるような Kn のコンパクト部分集合の列が存在する。そして
{\displaystyle d(f,g)=\sum \nolimits _{n}2^{-n}{\frac {d_{K_{n}}(f,g)}{1+d_{K_{n}}(f,g)}}}
と定義する。
弱位相を備えた微分同相写像群は Cr ベクトル場の空間に局所同相である (Leslie 1967)。M のコンパクト部分集合上、これは M 上のリーマン計量を固定してその計量に対する指数写像を用いることによって従う。r が有限で多様体がコンパクトであれば、ベクトル場の空間はバナッハ空間である。さらに、このアトラスの1つのチャートから別のチャートへの変換関数は滑らかであり、微分同相写像群はバナッハ多様体になる。r = ∞ あるいは多様体がσコンパクトであれば、ベクトル場の空間はフレシェ空間である。さらに、変換関数は滑らかであり、微分同相写像群はフレシェ多様体になる。

### リー代数
特に、M の微分同相写像群のリー代数は M 上のすべてのベクトル場からなり、ベクトル場のリーブラケットを備えている。幾分形式的に、これは空間の各点における座標 x に小さい変化を加えることによってわかる：
{\displaystyle x^{\mu }\to x^{\mu }+\varepsilon h^{\mu }(x)}
なので無限小生成元はベクトル場である
{\displaystyle L_{h}=h^{\mu }(x){\frac {\partial }{\partial x_{\mu }}}.}

### 例
- M = G がリー群のとき、left-translation を経由して G のそれ自身の微分同相写像群への自然な包含がある。Diff(G) で G の微分同相写像群を表すと、splitting Diff(G) ≃ G × Diff(G, e) が存在する、ただし Diff(G, e) は群の単位元を固定する Diff(G) の部分群である。

- ユークリッド空間 Rn の微分同相写像群は2つの成分からなり、向きを保つのと向きを逆にする微分同相写像からなる。実は、一般線型群は写像 f(x) ↦ f(tx)/t, t ∈ (0,1] の下で原点を固定する微分同相写像の部分群 Diff(Rn, 0) の変位レトラクトである。したがってとくに一般線型群は diffeomorphism group 全体の変位レトラクトでもある。

- 点の有限集合に対して、微分同相写像群は単に対称群である。同様に、M が任意の多様体であれば群の拡大 0 → Diff0(M) → Diff(M) → Σ(π0(M)) が存在する。ここで Diff0(M) は M のすべての成分を保存する Diff(M) の部分群であり、Σ(π0(M)) は集合 π0(M) （M の成分）の置換群である。さらに、写像 Diff(M) → Σ(π0(M)) の像は微分同相写像類を保存する π0(M) の全単射である。

### 推移性
連結多様体 M に対して微分同相写像群は M 上推移的に作用する。より一般に、微分同相写像群は configuration space CkM 上推移的に作用する。M の次元が少なくとも 2 であれば微分同相写像群は configuration space FkM 上推移的に作用する： M 上の作用は多重可移である (Banyaga 1997, p. 29)。

### 微分同相写像の拡張
1926 年、Tibor Radó は単位円の単位円板への任意の同相写像（あるいは微分同相写像）の調和拡大 (harmonic extension) は開円板上の微分同相写像を生むかどうか問うた。エレガントな証明がすぐ後に ヘルムート・クネーザー (Hellmuth Kneser) によって提出され、全く異なる証明がギュスタヴ・ショケ (Gustave Choquet) によって 1945 年に、明らかに定理が既に知られていたことに気付かずに、発見された。
円の（向きを保つ）微分同相写像群は弧状連結である。これは任意のそのような微分同相写像は f(x+1) = f(x) + 1 を満たす実数全体の微分同相写像 f に持ち上げられることに注意することによってわかる； この空間は凸でありしたがって弧状連結である。恒等写像への滑らかな eventually constant path は円から開円板への微分同相写像を拡張する第二のより初等的な方法を与える（これはアレクサンダーのトリックの特別な場合である）。さらに、円の微分同相写像群は直交群 O(2) のホモトピー型を持つ。
高次元の球面 Sn−1 の微分同相写像に対する対応する拡張問題はルネ・トム (René Thom)、ジョン・ミルナー (John Milnor)、スティーヴン・スメイル (Stephen Smale) の顕著な貢献とともに 1950 年代と 1960 年代に多く研究された。そのような拡張の障害は有限アーベル群 Γn 、"group of twisted spheres" によって与えられる。これは微分同相写像群のアーベル component group の、球 Bn の微分同相写像に拡張する類の部分群による商として定義される。

### 連結性
多様体に対して微分同相写像群は通常連結でない。その component group は写像類群と呼ばれる。次元 2 において、すなわち曲面に対して、写像類群は有限表示群であり、Dehn twists によって生成される (Dehn, Lickorish, Hatcher) 。マックス・デーン (Max Dehn) と Jakob Nielsen はそれは曲面の基本群の外部自己同型群と同一視できることを証明した。
ウィリアム・サーストン (William Thurston) は写像類群の元を分類することによって 3 つのタイプにこの解析を細分した：
周期的微分同相写像に同値なもの； 単純閉曲線を不変のままにする微分同相写像に同値なもの； pseudo-Anosov diffeomorphisms に同値なもの。トーラス S1 × S1 = R2/Z2 の場合には、写像類群は単にモジュラー群 SL(2, Z) であり分類は楕円型、放物型、双曲型行列の言葉の古典的なものに帰着する。サーストンは写像類群はタイヒミュラー空間のコンパクト化上に自然に作用することを観察することによって彼の分類を達成した； この大きくされた空間は閉球に同相であるから、ブラウアーの不動点定理が適用可能になる。
M が向き付けられた滑らかな閉多様体であれば、スメイルによって、向きを保つ微分同相写像の群の単位元成分は単純であることが予想された。これはまず Michel Herman によって円の積に対して証明されていた； サーストンによって完全に一般的に証明された。

### ホモトピー型
- S2 の微分同相写像群は部分群 O(3) のホモトピー型を持つ。これは Steve Smale によって証明された[1]。

- トーラスの微分同相写像群はその線型自己同型のホモトピー型を持つ： S1 × S1 × GL(2, Z).

- 種数 g > 1 の向き付け可能な曲面の微分同相写像群は写像類群のホモトピー型を持つ、すなわち成分は可縮である。

- 3 次元多様体の微分同相写像群のホモトピー型は、少しの目立った未解決のケース、主として有限基本群を持つ 3 次元多様体、があるが、Ivanov, Hatcher, Gabai and Rubinstein の仕事によってかなりよく理解されている。

- n > 3 に対して n 次元多様体の微分同相写像群のホモトピー型は十分に理解されていない。例えば、Diff(S4) が2つよりも多くの成分を持つか否かは未解決問題である。しかし Milnor, Kahn and Antonelli の仕事によって Diff(Sn) は n > 6 であれば有限 CW 複体のホモトピー型を持たないことが知られている。

## 同相写像と微分同相写像
微分同相写像でない同相写像を見つけるのは容易だが、微分同相でない同相多様体の対を見つけることはより難しい。次元 1, 2, 3 において、同相で滑らかな多様体の任意の対は微分同相である。次元 4 かまたはそれより上において、同相だが微分同相でない対の例が見つかっている。最初のそのような例はジョン・ミルナー (John Milnor) によって 7 次元において構成された。彼は標準的な 7 次元球面に同相だが微分同相ではない（今ではミルナー球面と呼ばれる）滑らかな 7 次元多様体を構成した。実は 7 次元球面に同相な多様体の向き付けられた微分同相類は 28 存在する（そのそれぞれは 3 次元球面をファイバーとして持つ 4 次元球面上のファイバー束の全空間である。
はるかに極端な現象は4次元多様体に対して起こる： 1980年代初頭、サイモン・ドナルドソン (Simon Donaldson) とマイケル・フリードマン (Michael Freedman) による結果を合わせてエキゾチック R4の発見が導かれた： それぞれが R4 に同相な R4 の開部分集合でどの 2 つも微分同相でないものが非可算個存在し、また、R4 に滑らかに埋め込めない R4 に同相などの 2 つも微分同相でない可微分多様体が非可算個存在する。